# Sorex emarginatus
Sorex emarginatus — вид роду мідиць (Sorex) родини мідицевих.

## Поширення
Країни поширення: Мексика. Зустрічається на висотах від 1830 до 3660 м над рівнем моря в лісах. 

## Звички
Комахоїдний.

## Загрози та охорона
Вирубка лісу є основною загрозою для цього виду. Живе в невеликій природоохоронній території в Агуаскальєнтес.